# Andrea Cassarà
Andrea Cassarà (n. 3 ianuarie 1984, Passirano) este un scrimer italian specializat pe floretă.
Cassarà a fost laureat cu bronz la Jocurile Olimpice de vară din 2004 de la Atena, campion mondial în 2011 la Catania și campion european în 2015 la Montreux. Cu echipa Italiei, a fost dublu campion olimpic la Jocurile Olimpice de vară din 2004 și din 2012, de patru ori campion mondial (în 2003, 2008, 2013 și 2015) și dublu campion european (în 2009 și 2012). A câștigat Cupa Mondială de Scrimă la floretă masculin de un număr record de cinci ori în sezoanele 2005-2006, 2007-2008, 2010-2011, 2011-2012 și 2012-2013.

## Palmares
Clasamentul la Cupa Mondială
| An  | 2003 | 2004 | 2005 | 2006 | 2007 | 2008 | 2009 | 2010 | 2011 | 2012 | 2013 | 2014 | 2015 |
| --- | ---- | ---- | ---- | ---- | ---- | ---- | ---- | ---- | ---- | ---- | ---- | ---- | ---- |
| Loc | 3    | 2    | 7    | 1    | 5    | 1    | 5    | 3    | 1    | 1    | 1    | 8    | 4    |